# 拉斯帕尔马斯 (贝拉瓜斯省)
拉斯帕尔马斯 是巴拿马贝拉瓜斯省拉斯帕尔马斯区的一个城市，2010年是人口为3,106，是拉斯帕尔马斯区的区治。 该市2000年时人口为3,852，1990年时人口为3,259。